# Poudre B

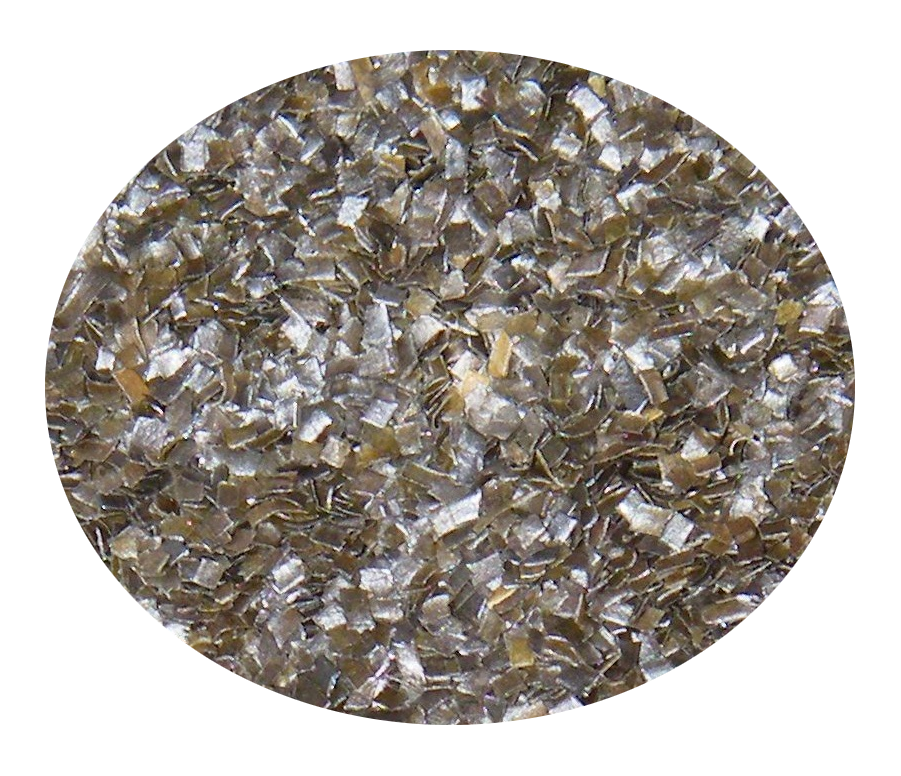
Flocos de pólvora sem fumaça moderna
muito semelhantes aos da Poudre B.

Poudre B foi a primeira pólvora sem fumaça prática criada em 1884. Foi aperfeiçoada entre 1882 e 1884 no "Laboratoire Central des Poudres et Salpêtres" em Paris, França. Originalmente chamada de "Poudre V" a partir do nome do inventor, Paul Vieille, foi arbitrariamente renomeada para "Poudre B" (abreviação de poudre blanche—pólvora branca, para distinguir da pólvora negra) para distrair a espionagem alemã. "Poudre B" é feita de 68,2% de nitrocelulose insolúvel, 29,8% de nitrocelulose solúvel gelatinizada com éter e 2% de parafina. "Poudre B" é composta por flocos muito pequenos finos como papel que não são brancos, mas de cor cinza-esverdeada escura. "Poudre B" foi usada pela primeira vez para carregar os cartuchos 8mm Lebel emitidos em 1886 para o fuzil Lebel.

## História
O químico alemão-suíço Christian Friedrich Schönbein criou a substância explosiva nitrocelulose, ou "algodão-pólvora", em 1846 ao tratar fibras de algodão com uma mistura de ácido nítrico e ácido sulfúrico. No entanto, o algodão-pólvora provou ser de queima muito rápida para uso direto em armas de fogo e munição de artilharia. O químico francês Paul Vieille então seguiu as descobertas de Schönbein em 1882–1884 e, após muita tentativa e erro, conseguiu transformar o algodão-pólvora em uma substância coloidal ao gelatinizá-lo em uma mistura álcool-éter que ele então estabilizou com álcool amílico. Em seguida, usou prensas de rolo para transformar esta substância coloidal gelatinizada em folhas extremamente finas que, após a secagem, foram cortadas em pequenos flocos. Esta pólvora sem fumaça de base única foi originalmente denominada "Poudre V" após o nome do inventor. Essa denominação foi posteriormente alterada arbitrariamente para "Poudre B" a fim de distrair a espionagem alemã. A "Poudre B" original de 1884 foi quase imediatamente substituída pela "Poudre BF(NT)" aprimorada em 1887. Em 1896, "Poudre BF(NT)" foi substituída por "Poudre BF(AM)", que foi seguida por "Poudre BN3F" em 1901. Esta última foi estabilizada com o antioxidante difenilamina em vez de álcool amílico, e deu desempenho seguro e regular como a pólvora francesa padrão usada durante a Primeira Guerra Mundial (1914–1918). Foi seguida durante os anos 1920 por "Poudre BN3F(Ae)" e posteriormente por "Poudre BPF1", que permaneceu em serviço até os anos 1960.
Ao contrário de alguns outros países, o exército francês foi cauteloso com o propelente de base dupla desde o início: (pesquisas modernas mostram que Vieille o descobriu já em 1884-1885 e notou suas altas temperaturas de chama levando à erosão do cano, o que levou o exército francês a concluir que era inadequado para uso militar), usando-o apenas para morteiros de alma lisa após 1918 e em canhões navais de 330-380 mm nos anos 1930.

## Desempenho
Três vezes mais poderosa que a pólvora negra para o mesmo peso, e não gerando grandes quantidades de fumaça, a Poudre B deu ao usuário uma enorme vantagem tática. Foi apressadamente adotada pelo exército francês em 1886, seguida por todas as principais potências militares em poucos anos.
Antes de sua introdução, um esquadrão de soldados disparando salvas seria incapaz de ver seus alvos após alguns tiros, enquanto sua própria localização seria óbvia por causa da nuvem de fumaça pairando sobre eles. O maior poder da nova pólvora deu uma velocidade inicial mais alta, que por sua vez produziu uma trajetória de bala mais plana e assim um alcance maior. Também exigiu menores volumes de pólvora e permitiu um calibre menor, assim balas mais leves, então um soldado poderia carregar mais munição. O Exército Francês rapidamente introduziu um novo fuzil, o Lebel Modelo 1886 disparando um novo cartucho de calibre 8 mm, para explorar esses benefícios.
"Também a pólvora negra deixa um resíduo pesado no cano. Com as melhores condições, este resíduo causa uma ligeira queda de precisão após cinco a cinquenta tiros terem sido disparados de um fuzil sem limpeza, e quando se tentou aumentar a velocidade diminuindo o calibre, alongando a bala e aumentando a carga de pólvora, o aumento no resíduo foi tão grande a ponto de destruir a precisão a menos que o cano fosse limpo após cada tiro."

## Estabilidade e segurança
A primeira "Poudre B" tendia a eventualmente se tornar instável, o que foi atribuído à evaporação dos solventes voláteis, mas também pode ter sido devido à dificuldade em remover completamente os ácidos usados para fazer o algodão-pólvora. Nos primeiros anos de seu uso, tanto a Poudre B original quanto o algodão-pólvora levaram a acidentes. Por exemplo, dois couraçados franceses, o Iéna e o Liberté, explodiram no porto de Toulon, em 1907 e 1911, respectivamente, com pesada perda de vidas. No final dos anos 1890, pólvoras sem fumaça mais seguras haviam sido desenvolvidas, incluindo versões aprimoradas e estabilizadas da "Poudre B" (por exemplo, Poudres BN3F e BPF1), e balistita e cordita do final dos anos 1880. O problema do algodão-pólvora não está completamente resolvido nem hoje, pois um lote ocasional de pólvora sem fumaça ainda se deteriorará, embora isso seja extremamente raro.